# Mispila zonaria
Mispila zonaria är en skalbaggsart som först beskrevs av Lacordaire 1872.  Mispila zonaria ingår i släktet Mispila och familjen långhorningar. Inga underarter finns listade i Catalogue of Life.